# Saereo
Saereo (Servicios Aéreos Ejecutivos SAEREO S.A.) fue una aerolínea ecuatoriana que operó entre 1994 y 2017. Prestó sus servicios desde su base operativa en el antiguo Aeropuerto Internacional Mariscal Sucre y más tarde en el Aeropuerto Internacional Cotopaxi. Voló a varios destinos en Ecuador utilizando pequeños aviones turbohélice. También tuvo servicios de trabajos aéreos especializados con helicópteros a empresas mineras, petroleras y de construcción.

## Antiguos destinos

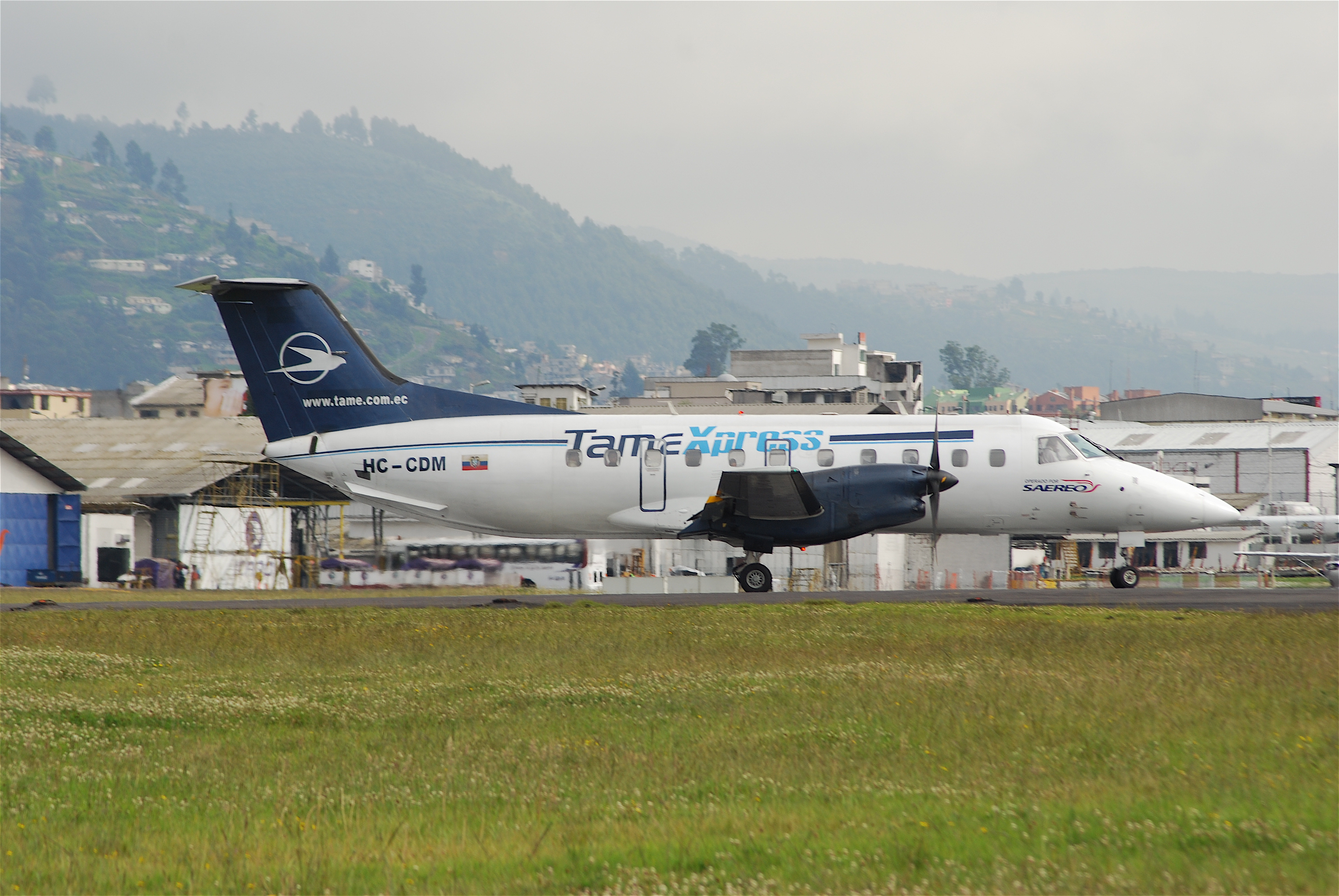
Embraer EMB-120 Brasilia de Saereo, operando para TAME Express en el Aeropuerto Internacional Mariscal Sucre de Quito (2008)

| Países  | Destinos                                                             | Aeropuertos                                                   | Notas                     |
| ------- | -------------------------------------------------------------------- | ------------------------------------------------------------- | ------------------------- |
| Ecuador | Baltra, Galápagos                                                    | Aeropuerto Seymour                                            |                           |
| Ecuador | Catamayo, Loja                                                       | Aeropuerto Ciudad de Catamayo                                 | Operado para TAME Express |
| Ecuador | Cuenca, Azuay                                                        | Aeropuerto Internacional Mariscal La Mar                      | Operado para TAME Express |
| Ecuador | Guayaquil, Guayas                                                    | Aeropuerto Internacional José Joaquín de Olmedo               |                           |
| Ecuador | Isla Isabela, Galápagos                                              | Aeródromo Luis Estrada Ycaza                                  |                           |
| Ecuador | Lago Agrio, Sucumbíos                                                | Aeropuerto de Nueva Loja                                      |                           |
| Ecuador | Latacunga, Cotopaxi                                                  | Aeropuerto Internacional Cotopaxi                             | HUB                       |
| Ecuador | Macas, Morona Santiago                                               | Aeropuerto Coronel Edmundo Carvajal                           | Operado para TAME Express |
| Ecuador | Machala, El Oro                                                      | Aeropuerto General Manuel Serrano - Machala                   | Operado para TAME Express |
| Ecuador | Manta, Manabí                                                        | Aeropuerto Internacional Eloy Alfaro                          | Operado para TAME Express |
| Ecuador | [[Archivo:\|20x20px\|border\|Bandera de Pichincha]] Quito, Pichincha | Aeropuerto Internacional Mariscal Sucre                       | HUB                       |
| Ecuador | Santa Rosa, El Oro                                                   | Aeropuerto Internacional de Santa Rosa                        |                           |
| Ecuador | Tena, Napo                                                           | Aeropuerto Jumandy                                            | Operado para TAME Express |
| Ecuador | Tulcán, Carchi                                                       | Aeropuerto Teniente Coronel Luis A. Mantilla                  | Operado para TAME Express |
| Perú    | Piura, Piura                                                         | Aeropuerto Internacional Capitán FAP Guillermo Concha Ibérico |                           |

## Antigua flota
| Aeronave                        | Número | Introducido | Retirado | Matrículas      | Notas                                        |
| ------------------------------- | ------ | ----------- | -------- | --------------- | -------------------------------------------- |
| Aero Commander 690C Jetprop 840 | 1      | 1995        | 2011     | HC-BUD          |                                              |
| Bell 407                        | 1      | 1995        | 2017     | HC-BZO          |                                              |
| Bell 429                        | 1      | 2011        | 2017     | HC-CMR          |                                              |
| Beechcraft 1900                 | 2      | 1999        | 2011     | HC-BVN y HC-CBC |                                              |
| Cessna 206                      | 1      | 2007        | 2011     | HC-BYH          |                                              |
| Embraer 120                     | 2      | 2002        | 2016     | HC-CDM y HC-CEM | Operaron entre 2007 y 2009 para TAME Express |
| Learjet 35                      | 1      | 2001        | 2006     | N224LJ          |                                              |
| Pilatus PC-6 Porter             | 1      | 1999        | 2005     | HC-CAC          |                                              |